# Clive Cussler
Clive Eric Cussler (Aurora, 15 luglio 1931 – Scottsdale, 24 febbraio 2020) è stato uno scrittore statunitense di romanzi d'avventura, noto per la serie avente protagonista Dirk Pitt. Le sue opere hanno venduto oltre 100 milioni di copie.

## Biografia
Nasce nel 1931 ad Aurora, nell'Illinois, da madre americana, Amy Adeline (nata Hunnewell), e da padre tedesco, Eric Edward Cussler, e si trasferisce da bambino ad Alhambra, California. Interrotti gli studi al Pasadena City College dopo due anni per arruolarsi nell'aviazione, partecipa alla guerra di Corea raggiungendo il grado di sergente. Lavora anche come meccanico e tecnico aeronautico per il Military Air Transport Service (MATS).
Nel 1955 sposa Barbara Knight, che gli rimarrà accanto per quasi cinquant'anni fino alla sua morte, avvenuta nel 2003. Tre figli sono nati dal matrimonio tra Cussler e la Knight: Teri, Dana e Dirk. Quest'ultimo (che ha dato il nome al personaggio di maggior successo di Cussler, Dirk Pitt) si è laureato a Berkeley e ha lavorato per molti anni in campo finanziario prima di dedicarsi a tempo pieno alla narrativa, sulle orme paterne, collaborando alla stesura di otto romanzi scritti a quattro mani con il padre.
Terminato il servizio militare, Cussler negli anni 1960 ha lavorato nella pubblicità, come direttore creativo di una delle più importanti agenzie pubblicitarie degli Stati Uniti. Molte delle sue pubblicità per la televisione e la radio hanno vinto importanti premi internazionali, tra cui un premio ricevuto al Festival internazionale della creatività di Cannes.
Fonda nel 1978 la National Underwater & Marine Agency, fondazione non profit specializzata nella localizzazione, identificazione e recupero di relitti marini di rilevanza storica, che ha preso il nome dall'omonima agenzia governativa di fantasia per cui lavorano i personaggi dei suoi libri.
In seguito alla pubblicazione di Cacciatori del mare, primo lavoro interamente realistico scritto in collaborazione con Craig Dirgo, è stato nominato dottore in lettere ad honorem dalla State University of New York Maritime College nel 1997.
È stato un attivo membro dell'Explorers Club di New York e della Royal Geographical Society di Londra.
Ha posseduto una vasta collezione di auto e aerei d'epoca raccolti nel Cussler Museum di Arvada (Colorado). Molti dei mezzi storici di sua proprietà sono apparsi anche nei suoi romanzi.
È morto nel febbraio 2020 all'età di 88 anni.

### Carriera letteraria
La carriera di scrittore di Cussler comincia nel 1965, in un periodo durante il quale si ritrovava a badare ai figli la notte mentre la moglie lavorava presso il dipartimento di polizia. Esordisce nella narrativa nel 1973, con la pubblicazione del romanzo Enigma, cronologicamente il secondo romanzo dedicato alle avventure di Dirk Pitt. Solo nel 1982 viene pubblicato il primo romanzo di Pitt, Vortice, rimasto fino ad allora inedito. I primi due romanzi di Cussler vengono inizialmente poco notati da critica e pubblico, che li considera solo delle avventure marinare di poco conto, ed è solo con il romanzo Recuperate il Titanic! del 1976 che Cussler raccoglie un consenso unanime che lo porterà a diventare uno dei romanzieri d'avventura più apprezzati al mondo.
I romanzi di Cussler seguono una struttura narrativa che di volta in volta mantiene le stesse linee guida principali: dopo un antefatto storico che verrà risolto nel finale, Cussler sposta la narrazione in epoca moderna (o collocata nell'immediato futuro), mettendo Pitt e il compagno Albert "Al" Giordino di fronte a megalomani che vogliono conquistare il mondo, donne stupende, nemici crudeli, doppiogiochisti e tecnologie futuribili ma attendibili. Da un punto di vista strettamente narrativo, le avventure descritte da Cussler (specialmente nei romanzi di Dirk Pitt) sono un incrocio tra le avventure di James Bond e Indiana Jones, descritte spesso con un piglio ironico ma anche con un ottimo senso del drammatico. Vari suoi romanzi sono classificati nel filone del thriller tecnologico e sconfinano nella fantascienza.
Per ben diciassette romanzi consecutivi Cussler ha raggiunto la prima posizione nella hit parade del New York Times dedicata ai romanzi di fiction.
Il suo più famoso personaggio è l'ingegnere navale e maggiore dell'aeronautica statunitense Dirk Pitt insieme al suo inseparabile compagno d'avventura Albert Giordino. Lo stesso Dirk Pitt è stato pensato come alter ego dell'autore, soprattutto nella sua passione per il mare, per la storia e per le automobili d'epoca di cui è un collezionista: Dirk Pitt fa parte delle serie "Le avventure di Dirk Pitt", scritte a quattro mani col figlio Dirk Cussler da Vento nero in poi. Invece nella serie denominata "NUMA files", composta insieme a Paul Kemprecos e da I cancelli dell'inferno con Graham Brown, egli narra le avventure di Kurt Austin e Joe Zavala, i quali fanno parte della squadra missioni speciali della NUMA. Nella serie "Oregon Files", invece, composta inizialmente con Craig Dirgo e poi da I predatori con Jack du Brul, racconta le avventure di Juan Cabrillo e la sua squadra, i quali fanno parte di una squadra missioni speciali, con la loro nave: la Oregon. Nella serie "Fargo adventures", invece (scritta a quattro mani con Grant Blackwood per i primi tre libri, con Thomas Perry per il quarto e il quinto libro e con Russel Blake dal sesto) narra le vicende dei coniugi Fargo, Sam e Remi. Ne "Le indagini di Isaac Bell" (scritta con Justin Scott dal secondo romanzo), racconta le avventure dell'investigatore Isaac Bell della Van Dorn Detective Agency, nell'America di inizio Novecento, sulle tracce di spietati criminali.
Il primo libro pubblicato in America è stato Enigma, mentre in Italia è stato Recuperate il Titanic!, edito da Rizzoli; poi i diritti italiani sono stati acquisiti dalla Longanesi.
Nel corso della sua pluridecennale carriera è stato l'autore di diciotto romanzi, due avventure per bambini e due titoli non fiction. Al 2024 sono stati inoltre pubblicati, insieme a dodici (co)autori - Grant Blackwood, Russell Blake, Graham Brown, Robin Burcell, Dirk Cussler, Craig Dirgo, Jack DuBrul, Paul Kemprecos, Mike Maden, Boyd Morrison, Thomas Perry, Justin Scott - altri settantacinque romanzi e tre titoli non fiction. Nell'universo Cussler si contano un totale di 100 progetti editoriali a suo nome (di cui 18 in attesa di traduzione in italiano).

## Opere

### Avventure di Dirk Pitt (Dirk Pitt Adventures)
1. Vortice (Pacific Vortex!, 1983), Longanesi, 1997; TEA, 1998; Best TEA, 2014. ISBN 88-7818-498-5 (è stato pubblicato in seguito ma è la prima avventura di Dirk Pitt)
2. Enigma (The Mediterranean Caper, 1973 oppure Mayday!), Longanesi, 1993, ISBN 88-304-1168-X; TEA, 1995; Best TEA, 2014
3. Iceberg (Iceberg, 1975), Longanesi, 1995, ISBN 88-304-1294-5; TEA, 1997; Best TEA, 2014
4. Recuperate il Titanic! (Raise the Titanic!, 1976), Rizzoli, 1977 ISBN 88-17-11324-7; Longanesi, 2012; TEA, 2013; Best TEA, 2014
5. Virus (Vixen 03, 1978), Longanesi, 1994; TEA, 1995, ISBN 88-7819-914-1; Best TEA, 2014
6. Salto nel buio (Night Probe!, 1981), Rizzoli, 1984; Longanesi, 2000, ISBN 88-304-1603-7; TEA, 2001; Best TEA, 2014
7. Missione Eagle (Deep Six, 1984), Rizzoli, 1987; Longanesi, 2001; TEA, 2002, 88-502-1871-4; Super TEA, 2014
8. Cyclops (Cyclops, 1986), Rizzoli, 1988; Longanesi, 1996, ISBN 88-304-1397-6; TEA, 1998; Best TEA, 2014
9. Tesoro (Treasure, 1988), Longanesi, 1992, ISBN 88-304-1069-1; TEA, 1994; Best TEA, 2014
10. Dragon (Dragon, 1990), Longanesi, 1991, ISBN 88-304-1001-2; TEA, 1993; Best TEA, 2014
11. Sahara (Sahara, 1992), Longanesi, 1993; TEA, 1995, ISBN 88-7819-729-7; Best TEA, 2015
12. L'oro dell'Inca (Inca Gold, 1994), Longanesi, 1994, ISBN 88-304-1242-2; TEA, 1995; Best TEA, 2015
13. Onda d'urto (Shock Wave, 1996), Longanesi, 1996, ISBN 88-304-1347-X; TEA, 1997; Best TEA, 2015
14. Alta marea (Flood Tide, 1997), Longanesi, 1998, ISBN 88-304-1467-0; TEA, 2000, ISBN 88-7818-750-X
15. Atlantide (Atlantis Found, 1999), Longanesi, 2000, ISBN 88-304-1865-X; TEA, 2002, ISBN 88-502-0116-8; Best TEA, 2015
16. Walhalla (Valhalla Rising, 2001), Longanesi, 2002, ISBN 88-304-1969-9; TEA, 2004; Best TEA, 2015
17. Odissea (Trojan Odyssey, 2003), Longanesi, 2004; TEA, 2006. ISBN 88-502-0984-3
18. Vento nero (con Dirk Cussler) (Black Wind, 2004), Longanesi, 2006, ISBN 88-304-2347-5; TEA, 2007
19. Il tesoro di Gengis Khan (con Dirk Cussler) (Treasure of Khan, 2006), Longanesi, 2008, ISBN 978-88-304-2507-1; TEA, 2009; Best TEA, 2015
20. Morsa di ghiaccio (con Dirk Cussler) (Arctic Drift, 2008), Longanesi, 2010, ISBN 978-88-304-2751-8; TEA, 2011; Best TEA, 2015
21. Alba di fuoco (con Dirk Cussler) (Crescent Dawn, 2010), Longanesi, 2011, ISBN 978-88-304-3094-5; TEA, 2012; Best TEA, 2015
22. La freccia di Poseidone (con Dirk Cussler) (Poseidon's Arrow, 2012), Longanesi, 2013, ISBN 978-88-304-3790-6; I Grandi TEA (cartonato con sovraccoperta), TEA, 2015
23. Havana Storm (con Dirk Cussler) (Havana Storm, 2014), Longanesi 2016, ISBN 978-88-304-4617-5; TEA 2017
24. Missione Odessa (con Dirk Cussler) (Odessa sea, 2016), Longanesi 2019, ISBN 978-88-304-5131-5
25. Il destino del faraone (con Dirk Cussler) (Celtic empire, 2019), Longanesi, 2020 ISBN 978-88-304-5435-4
26. Il mare del diavolo (Dirk Cussler) (The Devil's Sea, 2021), Longanesi, 2023 ISBN 978-8830460713
27. ... (Dirk Cussler) (The Corsican Shadow, 2023)

### Le avventure di Kurt Austin e Joe Zavala (The NUMA Files)
1. Il serpente dei Maya (con Paul Kemprecos) (Serpent, 1999), Longanesi, 2002, ISBN 88-304-1814-5; TEA, 2003
2. Oro blu (con Paul Kemprecos) (Blue Gold, 2000), Longanesi, 2003, ISBN 88-304-2048-4; TEA, 2004
3. Lo zar degli oceani (con Paul Kemprecos) (Fire Ice, 2002), Longanesi, 2004, ISBN 88-304-2049-2; TEA, 2005
4. Morte bianca (con Paul Kemprecos) (White Death, 2003), Longanesi, 2006; TEA, 2008, ISBN 978-88-502-1978-0
5. La città perduta (con Paul Kemprecos) (Lost City, 2004), Longanesi, 2007, ISBN 978-88-304-2414-2; TEA, 2009
6. Tempesta al Polo (con Paul Kemprecos) (Polar Shift, 2005), Longanesi, 2008, ISBN 978-88-304-2506-4; TEA, 2010
7. La stirpe di Salomone (con Paul Kemprecos) (The Navigator, 2007), Longanesi, 2009, ISBN 978-88-304-2652-8; TEA, 2010
8. Medusa (con Paul Kemprecos) (Medusa, 2009), Longanesi, 2010, ISBN 978-88-304-2820-1; TEA, 2011
9. I cancelli dell'inferno (con Graham Brown) (Devil's Gate, 2011), Longanesi, 2012, ISBN 978-88-304-3299-4; TEA, 2013
10. Uragano (con Graham Brown) (The Storm, 2012), Longanesi, 2013, ISBN 978-88-304-3750-0; I Grandi TEA (cartonato con sovraccoperta), TEA, 2015
11. Terremoto (con Graham Brown) (Zero Hour, 2013), Longanesi, 2014, ISBN 978-88-304-4067-8; TEA 2016
12. Naufragio (con Graham Brown) (Ghost Ship, 2014), Longanesi, 2015, ISBN 978-88-304-4318-1; TEA 2016
13. Il segreto di Osiride (con Graham Brown) (The Pharaoh's Secret, 2015), Longanesi, 2017, ISBN 978-88-304-4696-0; TEA 2018
14. Il mistero degli Inca (con Graham Brown) (Nighthawk, 2017), Longanesi, 2019. ISBN 978-88-304-5301-2
15. Come l'alta marea (con Graham Brown) (The Rising Sea, 2018), Longanesi, 2021, ISBN 978-88-304-5730-0
16. Oro nero (con Graham Brown) (Sea of Greed, 2018), Longanesi, 2022, ISBN 978-88-304-5939-7
17. L'ultimo viaggio dei faraoni (con Graham Brown) (Journey of the Pharaohs, 2020), Longanesi, 2024, ISBN 9788830462014
18. ... (con Graham Brown) (Fast Ice, 2021)
19. ... (con Graham Brown) (Dark Vector, 2022)
20. ... (Graham Brown) (Condor's Fury, 2023)
21. ... (Graham Brown) (Desolation Code, 2024)

### Avventure del capitano Juan Cabrillo (The Oregon Files)
1. L'oro dei Lama (con Craig Dirgo) (Golden Buddha, 2003), Longanesi, 2007, ISBN 88-304-2219-3; TEA, 2008, ISBN 978-88-502-2533-0
2. La pietra sacra (con Craig Dirgo) (Sacred Stone, 2004), Longanesi, 2008, ISBN 978-88-304-2415-9; TEA, 2009, ISBN 978-88-502-1933-9
3. I predatori (con Jack Du Brul) (Dark Watch, 2005), Longanesi, 2009, ISBN 978-88-304-2651-1; TEA, 2010, ISBN 978-88-502-2229-2
4. Skeleton Coast (con Jack Du Brul) (Skeleton Coast, 2006), Longanesi, 2010, ISBN 978-88-304-2773-0; TEA, 2011, ISBN 978-88-502-2581-1
5. La nave dei morti (con Jack Du Brul) (Plague Ship, 2008), Longanesi, 2011, ISBN 978-88-304-2835-5; TEA, 2012, ISBN 978-88-502-2718-1
6. Corsair (con Jack Du Brul) (Corsair, 2009), Longanesi, 2011, ISBN 978-88-304-3246-8; TEA, 2012, ISBN 978-88-502-2970-3
7. Oceani in fiamme (con Jack Du Brul) (The Silent Sea, 2010), Longanesi, 2012, ISBN 978-88-304-3364-9; TEA, 2014
8. Giungla (con Jack Du Brul) (The Jungle, 2011), Longanesi, 2013, ISBN 978-88-304-3359-5; I Grandi TEA (cartonato con sovraccoperta), TEA, 2014
9. Miraggio (con Jack Du Brul) (Mirage, 2013), Longanesi, 2014, ISBN 978-88-304-4025-8; I Grandi TEA (cartonato con sovraccoperta), TEA, 2015
10. Piranha (con Boyd Morrison) (Piranha, 2015), Longanesi, 2016, ISBN 978-88-304-4476-8; TEA 2017
11. La vendetta dell'imperatore (con Boyd Morrison) (The Emperor's Revenge, 2016) Longanesi, 2018 pag. 408 cartonato con sovracoperta, ISBN 978-88-304-4954-1
12. La furia del tifone (con Boyd Morrison) (Typhoon Fury, 2017) Longanesi, 2020, pag. 432 rilegato, ISBN 978-88-304-5489-7; TEA 2021
13. I tiranni delle ombre (con Boyd Morrison) (Shadow Tyrants, 2018), Longanesi, 2021, ISBN 978-88-304-5774-4
14. Opzione finale (con Boyd Morrison) (Final Option, 2019), Longanesi, 2022, ISBN 978-88-304-5923-6
15. I Predoni (con Boyd Morrison) (Marauder, 2020), Longanesi 2023, ISBN 978-88-304-6058-4
16. Fuga dall’inferno (con Mike Maden) (Hellburner, 2022), Longanesi 2025, ISBN 9788830463493
17. ... (con Mike Maden) (Fire Strike, 2023)
18. ... (con Mike Maden) (Ghost Soldier, 2024)

### Le indagini di Isaac Bell (Isaac Bell Adventures)
1. Il cacciatore (The Chase, 2007), Longanesi, 2012, ISBN 978-88-502-3225-3; TEA, 2013
2. Sabotaggio (con Justin Scott) (The Wrecker, 2009), Longanesi, 2014, ISBN 978-88-304-3719-7; I Grandi TEA (cartonato con sovraccoperta), TEA, 2015
3. Intrigo (con Justin Scott) (The Spy, 2010), Longanesi, 2015, ISBN 978-88-304-4131-6; TEA 2016
4. Fuga (con Justin Scott) (The Race, 2011), Longanesi, 2016; TEA 2017 ISBN 978-88-502-4845-2
5. In mare aperto (con Justin Scott) (The Thief, 2012), Longanesi, 2017, ISBN 978-88-304-4881-0
6. Attentato (con Justin Scott), (The Striker, 2013), Longanesi, 2019, ISBN 978-88-304-5206-0
7. Il contrabbandiere (con Justin Scott) (The Bootlegger, 2014), Longanesi, 2020, ISBN 978-88-304-5518-4; TEA 2022
8. Il cecchino (con Justin Scott) (The Assassin, 2015), Longanesi, 2021, ISBN 978-88-304-5682-2
9. Il gangster (con Justin Scott) (The Gangster, 2016), Longanesi, 2022 ISBN 978-88-304-5956-4
10. Il tagliagole  (con Justin Scott) (The Cutthroat, 2017), Longanesi, 2024, ISBN 978-88-304-6035-5
11. ... (con Jack Du Brul) (The Titanic Secret, 2019)
12. ... (con Jack Du Brul) (The Saboteurs, 2021)
13. ... (con Jack Du Brul) (The Sea Wolves, 2022)
14. ... (con Jack Du Brul) (The Heist, 2024)

### Le avventure di Sam e Remi Fargo (Fargo Adventures)
1. L'oro di Sparta (con Grant Blackwood) (Spartan Gold, 2009), Longanesi, 2011; TEA, 2013, ISBN 978-88-502-3189-8
2. L'impero perduto (con Grant Blackwood) (Lost Empire, 2010), Longanesi, 2013, ISBN 978-88-304-3565-0; I Grandi TEA (cartonato con sovraccoperta), TEA, 2014
3. Il regno dell'oro (con Grant Blackwood) (The Kingdom, 2011), Longanesi, 2014, ISBN 978-88-304-3974-0; I Grandi TEA (cartonato con sovraccoperta), TEA, 2015
4. Sepolcro (con Thomas Perry) (The Tombs, 2012), Longanesi, 2015, ISBN 978-88-304-4185-9; TEA 2016
5. L'enigma dei Maya (con Thomas Perry) (The Mayan Secrets, 2013), Longanesi, 2017, ISBN 978-88-304-4779-0; TEA 2018
6. La leggenda dell'Azteco (con Russel Blake) (The Eye of Heaven, 2014), Longanesi 2018, ISBN 978-88-304-5046-2; TEA 2019
7. Le isole della morte (con Russel Blake) (The Solomon Curse, 2015), Longanesi 2019, ISBN 978-88-304-5302-9; TEA 2021
8. Pirati (con Robin Burcell) (Pirate, 2016), Longanesi 2020, ISBN 978-88-304-5519-1
9. Il tesoro dei Romanov (con Robin Burcell) (The Romanov Ransom, 2017), Longanesi 2021, ISBN 978-88-304-5729-4
10. Lo spettro grigio (con Robin Burcell) (The Gray Ghost, 2018), Longanesi 2022, ISBN 978-88-304-5938-0
11. L'oracolo perduto (con Robin Burcell) (The Oracle, 2019), Longanesi 2023, ISBN 9788830460409
12. La vendetta di Poseidone (con Robin Burcell) (Wrath of Poseidon, 2020), Longanesi 2024, ISBN 9788830462212
13. ... (con Robin Burcell) (The Serpent's Eye, 11 febbraio 2025), G.P. Putnam's Sons, ISBN 978-0593419618

### Saggistica
1. Cacciatori del mare (con Craig Dirgo) (The Sea Hunters: True Adventures With Famous Shipwrecks, 1996), Longanesi, 1997; TEA, 1999. ISBN 88-7818-596-5
2. ... (con Craig Dirgo) (Dirk Pitt Revealed, 1998)
3. Navi fantasma (con Craig Dirgo) (The Sea Hunters II: Diving the World's Seas for Famous Shipwrecks, 2002), Longanesi, 2005; TEA, 2006. ISBN 88-502-1242-9
4. ... (Built for Adventure: The Classic Automobiles of Clive Cussler and Dirk Pitt, 2011)
5. ... (Built to Thrill: More Classic Automobiles from Clive Cussler and Dirk Pitt, 2016)

### Libri per bambini
1. ... (The Adventures of Vin Fiz, 2006)
2. ... (The Adventures of Hotsy Totsy, 2010)

## Autocitazioni
In alcuni dei suoi romanzi rappresenta se stesso, con la propria fisionomia e il proprio nome, in una sorta di cameo letterario.
- In Morsa di ghiaccio compare come autista di un camper che si offre di dare un passaggio al protagonista presentandosi appunto come Clive Cussler;
- In Atlantide è il capo della squadra che ha ritrovato e restaurato il Polar Snow Cruiser (un veicolo progettato da Thomas Poulter dal 1937 al 1939 per l'esplorazione e il trasporto in Antartide che fu conosciuto anche come Pinguino 1, il pinguino o tartaruga e disperso dopo essere stato abbandonato) con cui i protagonisti si muoveranno sui ghiacci dell'Antartide. Il suo nome appare su un biglietto da visita sfuggitogli dalla tasca;
- In Dragon è un pilota automobilistico che sfida Pitt in una gara tra bolidi all'inizio del romanzo (il suo nome viene annunciato dallo speaker di gara);
- In Sahara compare come un vecchio cercatore d'oro e incontra i due protagonisti, dividendo con loro i viveri e aiutandoli a orientarsi verso la causa della contaminazione, raccontando di essere alla ricerca di una leggendaria corazzata confederata, la Texas;
- In Walhalla compare come un vecchio navigatore solitario su un catamarano ipertecnologico che recupera Pitt, Giordino e una collaboratrice dal loro minisottomarino alla deriva;
- In L'oro dell'Inca il suo nome è attribuito a un anziano ristoratore californiano che indica la via a Pitt e Loren su come trovare il tesoro chachapuyano fornendogli informazioni riguardo alla presenza un fiume sotterraneo nelle viscere della terra al di sotto del deserto;
- In Odissea compare nel finale durante il matrimonio di Pitt;
- In Vento nero compare su una giunca cinese salvando Dirk Jr. e Summer dalle acque del fiume Han;
- In Alba di fuoco è un guastatore che vende a Dirk e Loren una Delahaye 135 che i due utilizzano per fuggire dagli inseguitori;
- In La freccia di Poseidone compare come pilota di una chiatta commerciale che presta uno Zodiac a Pitt e Giordino;
- In Havana Storm è il gestore di un bar museo in Giamaica che aiuta Dirk Jr. e Summer nelle ricerche di un reperto azteco.
- In Missione Odessa compare sul Tamigi, con il suo fedele bassotto Mauser, al timone del peschereccio First Attempt, dove salva Dirk Jr. e Summer dagli inseguitori.
- In Il destino del faraone è un archeologo alla ricerca della tomba di Alessandro Magno. Compare su un traghetto che recupera Dirk Jr. e Summer dalle acque infestate dai coccodrilli del lago Nasser in Egitto.
- In Il tesoro di Gengis Khan è un missionario nel deserto dei Gobi e autista di un pullman che porta i ragazzi che vivono nel deserto in un tempio buddista per insegnare loro.
- In Il mare del diavolo è il comandante del Rover, un rimorchiatore d'alto mare che va in socorso della nave oceanografica Caledonia alla deriva nel mar Cinese Meridionale, trainandola fino al porto più vicino. Viene descritto come un uomo anziano con la barba grigia che indossa una cerata gialla e un beretto da pescatore greco sui lunghi capelli grigi, seguito in coperta da un bassotto nero che gli zampetta dietro.

## Filmografia
Dai romanzi di Cussler sono stati tratti due film.
Il primo, Blitz nell'oceano (Raise the Titanic!, 1980), con Richard Jordan nella parte di Dirk Pitt, e Jason Robards nella parte dell'ammiraglio James Sandecker, ha goduto di scarso successo sia come critica sia come pubblico.
Sahara (2005), con Matthew McConaughey nella parte di Dirk Pitt e Steve Zahn nella parte di Al Giordino, ha avuto a sua volta un'accoglienza fredda, problemi legali tra Cussler e i produttori della pellicola e scarsissimo successo ottenuto.